# Mönsterås GoIF
Mönsterås GoIF är en fotbollsklubb från Mönsterås som grundades 1925. Klubben spelade en säsong i Sveriges näst högsta division i fotboll 1966. 
Klubbens herrlag lades ner efter säsongen 2019, på grund av för få spelare. Klubben bedriver dam- och ungdomsfotboll. 